# Humberto Theodoro Júnior
Humberto Theodoro Júnior é advogado, além de professor e magistrado aposentado. 
Foi desembargador do Tribunal de Justiça do Estado de Minas Gerais e professor titular na Faculdade de Direito da UFMG e nas Faculdades Milton Campos. Lecionou, ainda, na Universidade Federal de Uberlândia e na Universidade de Uberaba (à época Faculdades Integradas de Uberaba).
Graduou-se em Direito, em 1961, pela Faculdade de Direito do Triângulo Mineiro. Em 1987, obteve o título de Doutor em Direito pela Universidade Federal de Minas Gerais, com a tese "A Execução de Sentença e o Devido Processo Legal".
É autor de diversas obras na área de Direito Processual, entre os quais se destaca o Curso de Direito Processual Civil, publicado pela Editora Forense.

## Obras
- Curso de direito processual civil, Rio de Janeiro, Forense. - obra em 3 volumes.
- Código de processo civil anotado, Forense.
- O Mandado de Segurança - Segundo a Lei Nº12016, de 07 de Agosto de 2009, Forense.
- Processo Cautelar - Com Análise das Reformas do Cpc, Leud.
- Lei de Execução Fiscal, Saraiva.
- Processo de Execução e Cumprimento da Sentença, Leud.
- Inovações na Lei do Inquilinato, Gz Editora.
- Dano Moral, Del Rey.
- Direitos do consumidor, Forense.
- Terras Particulares - Demarcação, Divisão, Tapume, Saraiva.
- A insolvência civil, Forense.
- As Novas Reformas do Código de Processo Civil, Forense, 2.ed., 2007.
- O contrato e sua função social, Forense.
- O Cumprimento da Sentença e a Garantia do Devido Processo Legal, Mandamentos.
- A Reforma da Execução do Título Extrajudicial, Forense.

entre outras